# Calandratge

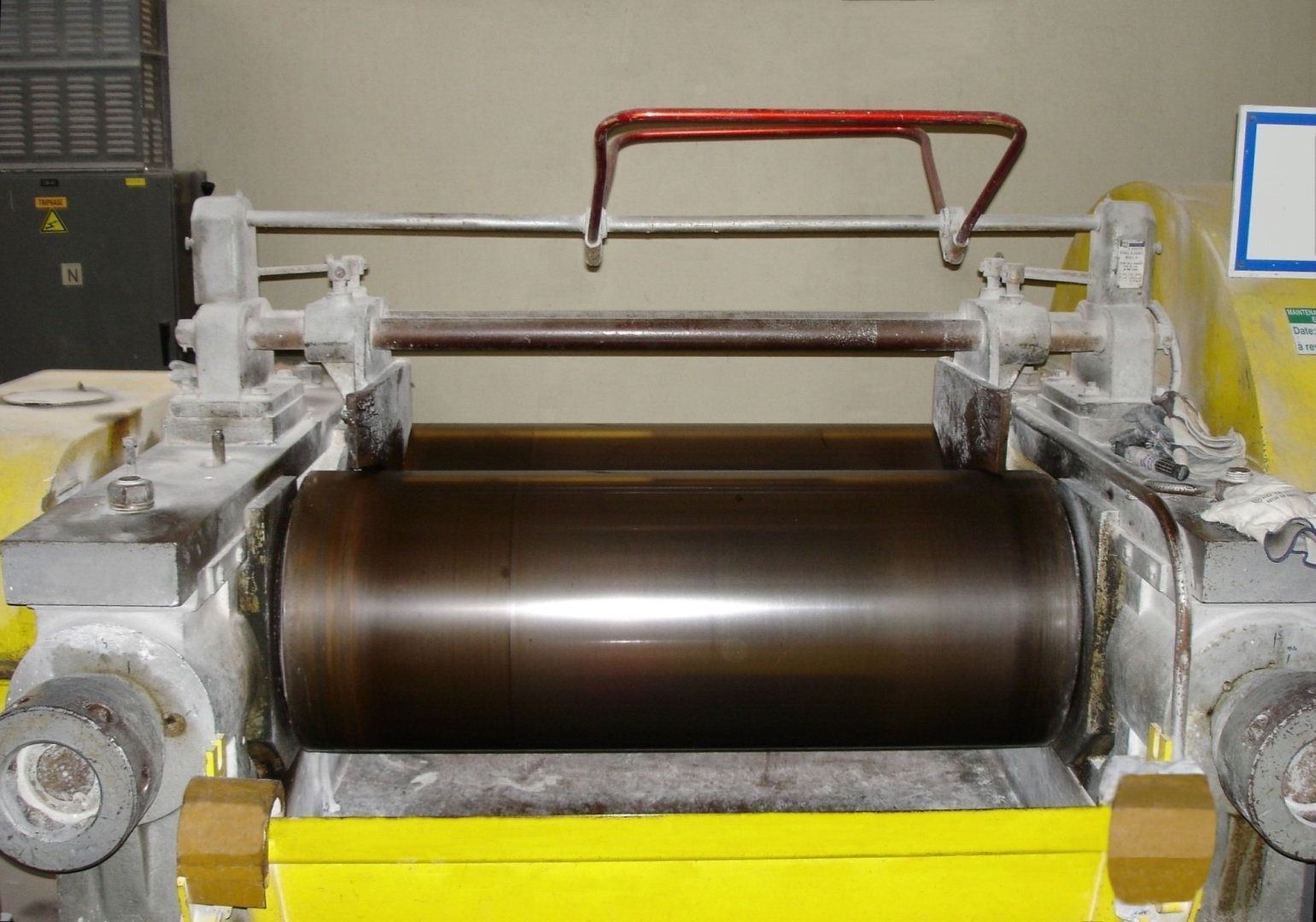
calandra de cilindres de Cautxú de cautxú.

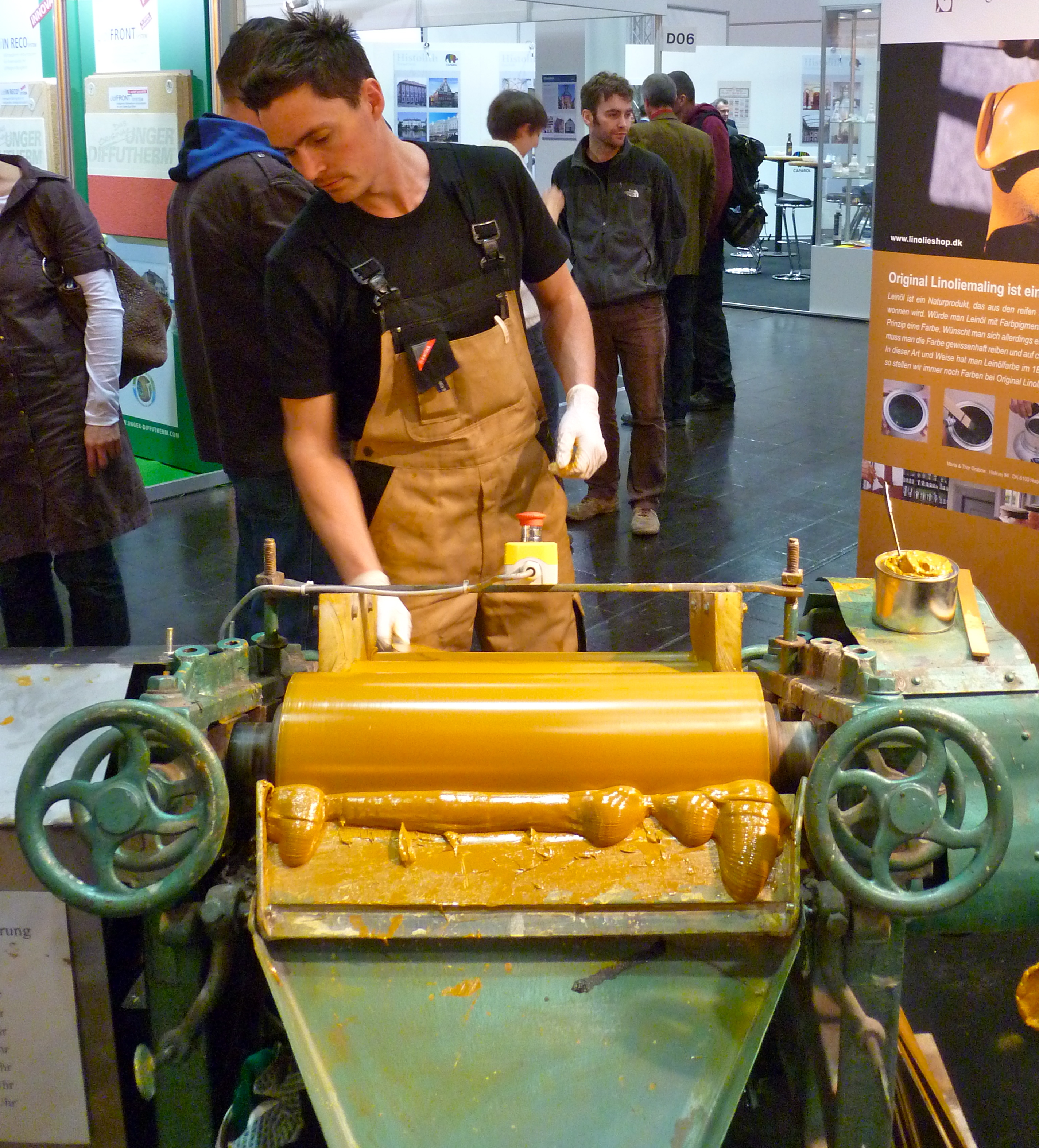
Calandra utilitzada per la preparació de la barreja (calandratge) dels ingredients d'una formulació.

El calandratge és un procés de conformat que consisteix a fer passar un material sòlid a pressió entre corrons de metall generalment calents que giren en sentits oposats i es tallen amb forma de full per obtenir la mida desitjada. La finalitat pot ser obtenir  làmines de gruix controlat o bé modificar l'aspecte superficial de la làmina (allisar-la o donar-li lluïssor).Aquest procés s'aplica a una gran varietat de materials, incloent metalls, fibres tèxtils, paper i polímers.

## Calandratge de termoplàstics
Consisteix en passar el plàstic en estat visco-elàstic (Tg <  'T'  <Tm) per una sèrie de rodets per produir un full continu. Algun dels rodets pot estar gravat per donar una textura al full resultant. El gruix de la làmina està donat per la distància existent entre dos corrons. Amb aquest procés es produeixen làmines que s'utilitzen com a matèria primera per a altres processos secundaris, però també productes com cortines de bany, catifes i impermeables.